# Martini–Enfield

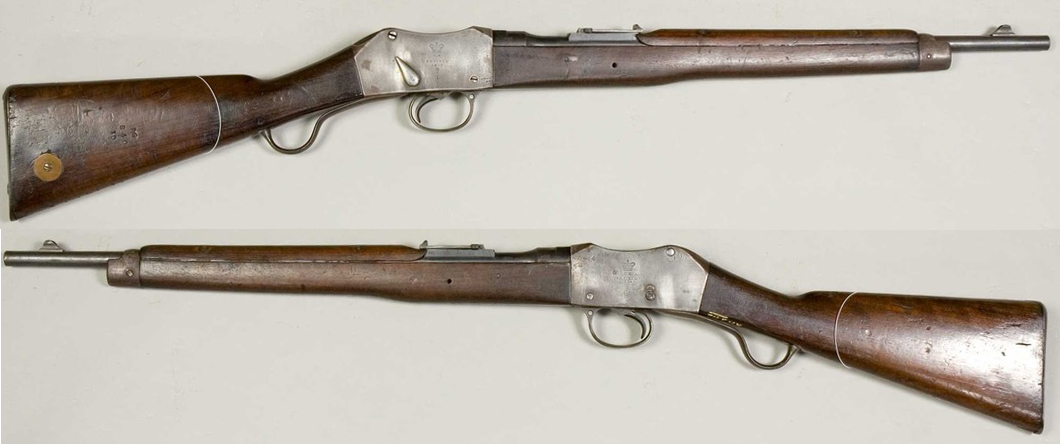
A carabina Martini–Enfield.

O Martini–Enfield é um fuzil de retrocarga por ação de alavanca e bloco cadente, de tiro único, que foi usado pelo Exército Britânico.

## Características
Os rifles Martini–Enfield foram, em geral, conversões da era da Guerra Zulu de rifles Martini–Henry .577/450, com câmara adaptada para uso com o cartucho .303 British recém-introduzido. Enquanto a maioria dos Martini–Enfield eram rifles convertidos, alguns haviam sido fabricados recentemente.